# این کودک شما است (فیلم)
این کودک شما است (انگلیسی: Baby It's You) فیلمی آمریکایی در سبک کمدی رمانتیک به نویسندگی و کارگردانی جان سیلس است که در سال ۱۹۸۳ منتشر شده. برخی از بازیگران این فیلم عبارتند از رزانا آرکت، وینسنت اسپانو، جوانا مرلین ،لیورا دینا ،سام مک‌موری ،تریسی پولن و رابرت داونی جونیور.
این فیلم در ژوئیه ۲۰۰۸ به صورت دی وی دی منتشر شد.